# Arctosa lama
Arctosa lama là một loài nhện trong họ Lycosidae.
Loài này thuộc chi Arctosa. Arctosa lama được Charles Denton Dondale & Redner miêu tả năm 1983.